# Slowenische Squashnationalmannschaft
Die slowenische Squashnationalmannschaft ist die Gesamtheit der Kader des slowenischen Squashverbandes Squash zveza Slovenije. In ihm finden sich slowenische Sportler wieder, die ihr Land sowohl in Einzel- als auch in Teamwettbewerben national und international im Squashsport repräsentieren.

## Historie
Slowenien nahm bei den Herren 2003 erstmals und bis heute zum einzigen Mal an der Weltmeisterschaft teil und schloss das Turnier auf Rang 26 ab. In insgesamt sechs Partien gelang der Mannschaft, die aus Gašper Fečur, Klemen Gutman, Damir Bežan und Miha Kavas bestand, lediglich gegen die Mannschaft aus Südkorea ein 2:1-Erfolg. Die Damen nahmen bislang noch nicht an einer Weltmeisterschaft teil.
An Europameisterschaften nahmen die Herren- und die Damenmannschaft erstmals 1996 teil und belegten den 19. Rang bei den Herren bzw. den 18. Rang bei den Damen. 2000 erfolgte mit beiden Mannschaften die zweite Teilnahme, bei der sie den 16. bzw. den 19. Rang belegten. 2001 und 2002 wurden die Herren 17., wohingegen die Damen nicht mehr teilnahmen. Die nächsten Teilnahmen der Herren erfolgten 2008 (22. Platz) und 2009 (19. Platz). Nach mehreren ausgelassenen Meisterschaften war Slowenien 2013 bei den Herren, aber erstmals seit 2000 auch wieder bei den Damen Teilnehmer des Turniers. Die Herren platzierten sich auf Rang 29, die Damen wurde 21. und damit Letzte. Bei der nächsten Teilnahme 2015 verbesserten sich die Herren auf Platz 23 und die Damen auf Platz 17. Nach drei weiteren Jahren ohne Teilnahme spielten beide Mannschaften wieder bei den Europameisterschaften 2019 und belegten Rang 27 bei den Herren und Rang 25 bei den Damen. 2022 belegten die Herren Rang 28 und die Damen Rang 20, 2023 fielen die Herren auf Rang 30 zurück, während sich die Damen auf Platz 18 verbesserten. Die Europameisterschaften 2024 schlossen die Herren auf Platz 26 und die Damen auf Platz 14 ab.
Slowenien nahm mit den Herren und Damen auch mehrfach am European Nations Challenge Cup teil und sicherte sich 2004 bei den Herren den Titelgewinn.

## WM-Bilanz
| Herren                            |                   |                    |                    |                    |                    |
| Jahr                              | Austragungsort    | Runde              | Platzierung        | Siege              | Niederlagen        |
| 1967 bis 2001: nicht teilgenommen |                   |                    |                    |                    |                    |
| 2003                              | Wien              | Gruppenphase       | 26.                | 1                  | 5                  |
| 2005                              | Islamabad         | nicht teilgenommen | nicht teilgenommen | nicht teilgenommen | nicht teilgenommen |
| 2007                              | Chennai           | nicht teilgenommen | nicht teilgenommen | nicht teilgenommen | nicht teilgenommen |
| 2009                              | Odense            | nicht teilgenommen | nicht teilgenommen | nicht teilgenommen | nicht teilgenommen |
| 2011                              | Paderborn         | nicht teilgenommen | nicht teilgenommen | nicht teilgenommen | nicht teilgenommen |
| 2013                              | Mülhausen         | nicht teilgenommen | nicht teilgenommen | nicht teilgenommen | nicht teilgenommen |
| 2015                              | Kairo             | nicht teilgenommen | nicht teilgenommen | nicht teilgenommen | nicht teilgenommen |
| 2017                              | Marseille         | nicht teilgenommen | nicht teilgenommen | nicht teilgenommen | nicht teilgenommen |
| 2019                              | Washington, D.C.  | nicht teilgenommen | nicht teilgenommen | nicht teilgenommen | nicht teilgenommen |
| Gesamt                            | 1 / 26 Teilnahmen | 1 / 26 Teilnahmen  | 0 Titel            | 1                  | 5                  |